# Sněhurka (film, 2012)
Sněhurka je americký film roku 2012, inspirovaný pohádkou Sněhurka od Bratrů Grimmů. Režisérem filmu je Tarsem Singh. Hlavními hvězdami jsou Lily Collins, Julia Roberts, Armie Hammer, Nathan Lake a Sean Bean. Film získal nominaci na Oscara v kategorii Nejlepší kostýmní design.

## Děj
Zlé královně (Julia Roberts) se podařilo získat vládu nad královstvím. Uprchlá princezna (Lily Collins) se však svého výsostního práva jen tak snadno nevzdá a rozhodne se jednat. Za pomoci sedmi vynalézavých trpaslíků začíná plánovat odvetu. Sněhurka ožívá v novém dobrodružném příběhu plném lásky, ale i žárlivosti a zrady.

## Obsazení
- Lily Collins jako Sněhurka
- Julia Roberts jako Zlá královna
- Armie Hammer jako Princ Andrew Alcott
- Nathan Lane jako Brighton
- Mare Winningham jako Margare
- Michael Lerner jako Baron
- Sean Bean jako Král
- Danny Woodburn jako Grimm, trpaslík
- Martin Klebba jako Řezník, trpaslík
- Sebastian Saraceno jako Vlk, trpaslík
- Jordan Prentice jako Napoleon, trpaslík
- Mark Povinelli jako Half Pin, trpaslík
- Joe Gnoffo jako Grub, trpaslík
- Ronald Lee Clark jako Chuckles, trpaslík
- Lisa Roberts Gillan jako Královnino zrcadlo
- Robert Emms jako Charles Renbock
- Alex Ivanovici jako Magistrál
- Frank Welker jako hlas zvířete

## Casting
Julia Roberts byla první obsazenou do role. Původně byla do role Sněhurky zvažovaná Saoirse Ronan, ale věkový rozdílu mezi ní a Armiem Hammerem byl příliš velký (jí bylo 17 let a jemu 25). Role byla nabídnuta Felicity Jones, ale roli odmítla. Nakonec byla do role obsazena Lily Collins. James McAvoy a Alex Pettyfer byli zvažováni do role Prince.

## Produkce
Natáčení filmu začalo 20. června 2011 v Montréalu pod pracovním názvem Untitled Snow White Project. Produkce film dokončila v září. První trailer byl vydán 30. listopadu 2011.
Film měl premiéru 30. března 2012 v kinech.

## Ocenění
Film byl nominován na dvě ceny Teen Choice Award v kategoriích Nejlepší sci-fi/fantasy film a Nejlepší filmová herečka (Lily Collins). Julia Roberts byla nominována na cenu Kids' Choice Award v kategorii Nejlepší zloduch. Film byl nominován na Oscara v kategorii Nejlepší kostýmní design.